# Gillis Joos
Gillis van den Bossche bijgenaamd Joos (Dilbeek, 1390 – Herne, 10 februari 1460) was een Brabants steenhouwer-architect.

## Leven
Joos bezat een steengroeve en steenhouwersatelier. Hij was een kapitaalkrachtig ondernemer die in 1416 ingezworen werd bij de steenbickeleren van Brussel. Binnen de stad was hij een voorname figuur die herhaaldelijk in de stadsmagistraat zetelde (1442, 1447, 1452). Zijn vriendschap met Rogier Van der Weyden wijst erop dat hij ook tot de culturele elite behoorde. Hij is onder meer vermeld als meester werckman van Sinte-Goedelen kerke, ofte meester werckman van de metselrie. Met zijn collega en vriend Hendrik de Mol stichtte hij in 1459 een gebedsdienst aan het Hiëronymusaltaar onder het doksaal van deze kerk.
Zijn echtgenote was Margriete Ansem, met wie hij waarschijnlijk een dochter Catharina had. Ze woonden op het kruispunt van de Stoofstraat en de Voldersstraat. Joos overleed in het kartuizerklooster van Herne, waaraan hij gebouwd had, en werd met zijn vrouw begraven in een andere van zijn realisaties, de Sint-Goedelekerk.

## Werk
- Collegiale Sint-Michiels en Sint-Goedele (vanaf 1432; middenschip in 1440)
- Koudenbergpaleis (onderdelen, 1432-1436)
- Kartuizerklooster van Herne (bouwadvies en kerktorenontwerp)
- Sint-Waldetrudiskerk van Herentals (vanaf 1427)[2]
- Sint-Pieter-en-Sint-Guidokerk van Anderlecht (1433-1434)
- De Tinnen Pot op de Grote Markt, het huis van de timmerlieden
- Kapel en kartuizerklooster van Scheut (rond 1455)

## Naamvarianten
Archivalische documenten vermelden hem meestal als Gielys Joes of Egidius Ioes. Hij is ook gekend als Gillis van den Bossche, waarschijnlijk zijn echte naam.

## Voetnoten
1. ↑  Anno 1459 obiit 4 idus februarii amicus huius domus magister Egidius Ioes, architectus fabricae sanctae Gudilae Bruxellis: zie Arnold Beeltsens, Chronique de la Chapelle à Hérinnes-lez-Enghien, uitgegeven door Edmond Lamalle, Leuven, 1932
2. ↑  Joos werd aangesteld in het testament van Petrus Zeelmakers d.d. 5 mei 1427. Zeelmakers was de grootste mecenas voor de Sint-Waldetrudiskerk en ook kanunnik in het Brusselse Sint-Goedelekapittel (vanwaar hij Joos allicht kende).